# Green Goblin
Green Goblin (navn Norman Osborn) er navnet på en fiktiv superskurk i Marvels tegneserieunivers, som er skabt af den berømte tegneserieforfatter Stan Lee og tegneren Steve Ditko.
Goblin optræder for første gang i "Amazing Spider-Man" #14 (Juli 1964).
Han har fra starten været kriminel, men er med tiden blevet mere psykopatisk og manipulerende.

## Historie
Norman Osborn var en rig og benhård forretningsmand, der alene forsøgte at opfostre sin søn, Harry Osborn, efter hans kone gik bort.
Norman var selv opvokset i fattigdom og var, efter han kom til penge, blevet overbevist, om at man kunne købe sig til alting.
Han hjalp ikke sin søn med lektierne, hvis de tog til sportskamp, blev det uden snak, og militært fokus på kampen, og selvom Norman var meget gavmild, med penge, kunne det ikke kompensere for den kærlighed, hans søn ikke fik.
Helt galt, gik det dog først, da en grøn væske som Dr. Strom, en videnskabsmand som arbejde for Norman Osborn, havde lavet, eksploderede i hovedet på Norman.
Osborn blev kørt på hospitalet, og lægerne så at der var skader langt inde i hans hjerne, hvilket senere ville vise sig at være mere sandt, end de kunne have fantasi til at forestille sig.
Norman var overbevist om, at hans fysiske styrke var betydelig øget og hans intelligens ligeså.
Han påtog sig rollen som Green Goblin.
Med våben som Hånd-granater ("Pumpkin-bombs"), handsker i stand til at skyde laser ud af fingrene og en flagermus-formet "Goblin-Glider", var han klar til at styre den kriminelle scene i New York. 
Det skulle dog vise sig at blive hårdere end forventet.
Green Goblin regnes af mange for at være Spider-Mans ærkefjende, hvilket især skyldes han store indflydelse på Peter Parkers liv, specielt efter at Goblin opdagede at Spider-Man og Peter Parker er en og samme person.
Det var Green Goblin som slog Peter Parkers første store kærlighed, Gwen Stacy, ihjel (Amazing Spider-man #121, 1973).
Det blev et vendepunkt i sagaen om Spider-Man, og regnes i dag, for en de bedste Spider-Man historier.

## Optrædener
Optrædener i Amazing Spider-man, før sin "død" (I midten af 1990'erne, vidste det sig
at Norman Osborns krop, havde genoplivet sig selv, kort efter han døde, under en kamp med Spider-man)
Amazing Spider-man #14
Amazing Spider-man #17
Amazing Spider-man #23
Amazing Spider-man #26
Amazing Spider-man #27
Amazing Spider-man #39 (Afsløres at Green Goblin er Norman Osborn)
Amazing Spider-man #40
Amazing Spider-man #96
Amazing Spider-man #97
Amazing Spider-man #98
Amazing Spider-man #121
Amazing Spider-man #122 (Død)